# Distrikt Tunanmarca

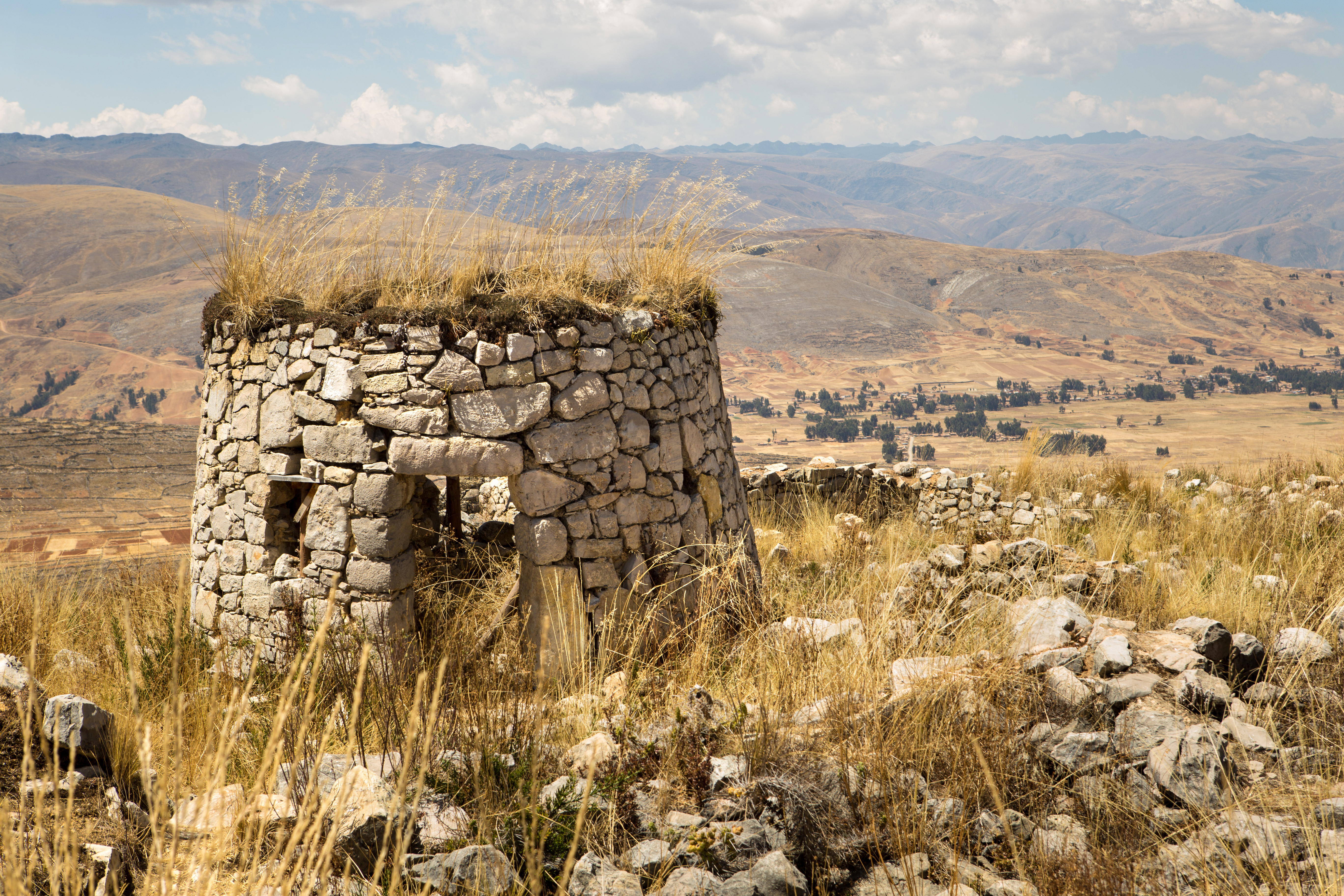
Ruine am archäologischen Fundplatz Tunanmarca

Der Distrikt Tunanmarca (alternative Schreibweise: Distrikt Tunán Marca) liegt in der Provinz Jauja in der Region Junín in Südwest-Zentral-Peru. Der Distrikt wurde am 15. September 1944 gegründet. Er hat eine Fläche von 32,7 km². Beim Zensus 2017 lebten 1038 Einwohner im Distrikt Tunanmarca. Im Jahr 1993 lag die Einwohnerzahl bei 1782, im Jahr 2007 bei 1404. Verwaltungssitz ist die 3470 m hoch gelegene Ortschaft Concho mit 908 Einwohnern (Stand 2017). Concho befindet sich 9 km nordwestlich der Provinzhauptstadt Jauja.
Im Westen des Distrikts befindet sich auf einer 3912 m hoch gelegenen Anhöhe der archäologische Fundplatz Tunanmarca.

## Geografische Lage
Der Distrikt Tunanmarca liegt im Andenhochland zentral in der Provinz Jauja. Der Río Mantaro strömt 5 km weiter südlich in östliche Richtung.
Der Distrikt Tunanmarca grenzt im äußersten Südwesten an den Distrikt Janjaillo, im Westen an den Distrikt Pomacancha, im Osten an den Distrikt Acolla sowie im Süden an den Distrikt Marco.